# Estnische Fußballmeisterschaft 1933
Die Estnische Fußballmeisterschaft wurde 1933 zum insgesamt 13. Mal als höchste estnische Fußball-Spielklasse der Herren ausgespielt. Der als Titelverteidiger in die Saison gegangene SK Tallinna Sport konnte die Meisterschaft erfolgreich verteidigen und gewann zum insgesamt 9. Mal in der Vereinsgeschichte den Titel in Estland. Der Narva THK stieg am Saisonende ab.

## Modus
6 Vereine traten in insgesamt 30 Spielen gegeneinander an. Jedes Team spielte jeweils einmal zu Hause und auswärts gegen jedes andere Team. Der Tabellenletzte stieg ab. Es galt die 2-Punkte-Regel.

## Abschlusstabelle
| Pl. | Verein                 | Sp. | S | U | N | Tore    | Quote | Punkte |
| --- | ---------------------- | --- | - | - | - | ------- | ----- | ------ |
| 1.  | SK Tallinna Sport (M)  | 10  | 8 | 0 | 2 | 026:700 | 3,71  | 16:40  |
| 2.  | JS Estonia Tallinn (N) | 10  | 7 | 1 | 2 | 035:100 | 3,50  | 15:50  |
| 3.  | Tallinna JK            | 10  | 7 | 0 | 3 | 028:150 | 1,87  | 14:60  |
| 4.  | JK Tallinna Kalev      | 10  | 4 | 0 | 6 | 015:300 | 0,50  | 08:12  |
| 5.  | VVS Puhkekodu Tallinn  | 10  | 2 | 1 | 7 | 012:270 | 0,44  | 05:15  |
| 6.  | Narva THK              | 10  | 1 | 0 | 9 | 010:370 | 0,27  | 02:18  |

Platzierungskriterien: 1. Punkte – 2. Torquotient
| (M) | Amtierender Meister |
| (N) | Neuaufsteiger       |

## Kreuztabelle
| 1933                  | TSP | EST | TJK | TKA | TPU | NAR |
| --------------------- | --- | --- | --- | --- | --- | --- |
| SK Tallinna Sport     |     | 3:0 | 2:0 | 2:1 | 5:0 | 3:0 |
| JS Estonia Tallinn    | 4:1 |     | 6:2 | 9:0 | 3:0 | 4:0 |
| Tallinna JK           | 2:0 | 1:2 |     | 5:0 | 4:0 | 3:1 |
| JK Tallinna Kalev     | 0:3 | 1:0 | 2:4 |     | 1:0 | 6:3 |
| VVS Puhkekodu Tallinn | 0:3 | 2:2 | 1:3 | 2:3 |     | 4:2 |
| Narva THK             | 0:4 | 0:5 | 1:4 | 2:1 | 1:3 |     |

## Torschützenliste
| Pl. | Name                | Mannschaft         | Tore |
| --- | ------------------- | ------------------ | ---- |
| 1.  | Richard Valdov      | Tallinna JK        | 14   |
| 2.  | Heinrich Uukkivi    | JS Estonia Tallinn | 09   |
| 3.  | Osvald Kastanja     | Tallinna JK        | 06   |
| 3.  | Friedrich Karm      | SK Tallinna Sport  | 06   |
| 3.  | Eduard Ellman-Eelma | JS Estonia Tallinn | 06   |
| 3.  | Anton Koovit        | JK Tallinna Kalev  | 06   |

## Die Meistermannschaft des SK Tallinna Sport
(Berücksichtigt wurden alle Spieler der Mannschaft)
| 1. | SK Tallinna Sport |
|    | - Spieler: Viktor Ader, Arnold Arakas, Eugen Einman(n), Karl-Richard Idlane, Friedrich Karm, Leonhard Kass, Arnold Laasner, Aleksander Mägi, Herbert Saarne, Georg Siimenson, Evald Tipner - Spielertrainer: Heinrich Paal / Otto Reinlo |